# Catherine Booth

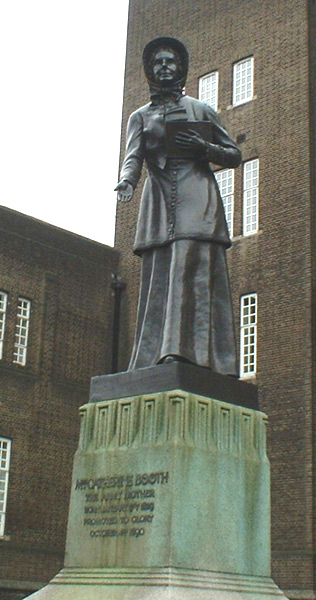
Staty över Catherine Booth i Ashbourne i Derbyshire.

Catherine Booth, född Mumford 17 januari 1829 i Ashbourne i Derbyshire, död 4 oktober 1890 i Clacton-on-Sea i Essex, var en brittisk väckelsepredikant. Hon var från 1855 gift med metodistpastorn William Booth, som senare blev Frälsningsarméns grundare. Hon stödde sin man i arbetet med Frälsningsarmén och var själv en framstående talare och socialarbetare; hon kallas ofta för "Frälsningsarméns moder". Två av paret Booths åtta barn – Bramwell och Evangeline – blev generaler inom Frälsningsarmén.

## Biografi

### Bakgrund
Catherine Mumford växte upp i ett metodisthem i medelklassen, som dotter till en vagnsmakare och lekmannapredikant samt en renlärig puritan. Hon fick en ordentlig uppfostran och genomgick metodistisk omvändelse. Under uppväxten var hon funktionshindrad och utbildades hemmavid.
Catherine Mumford fick tidigt teologisk kompetens enligt tidens läror och utvecklade en passionerad kristen övertygelse. När familjen 1844 flyttade till London, blev hon en flitig medlem i Brixtons wesleyanska metodistkyrka. I samband med kyrkans uteslutning av en grupp av "kyrkoreformatörer", beslöt Catherine Mumford och hennes framtida make att förena sig med dem.

### Äktenskap och predikoverksamhet
Mumford hade 1852 blivit bekant med predikanten och pantlånaren William Booth, och samma år beslöt de att förlova sig. De gifte sig 1855, och parets åtta barn föddes mellan 1856 och 1864. Hennes egen verksamhet som predikant inleddes 1860, och sedan var hon sin mans närmaste medarbetare och ständiga kamrat. Intellektuellt och teologiskt var Catherine Booth mer framträdande än sin make, något som bidrog till att Frälsningsarmén redan från början hade en jämställd roll mellan kvinnor och män. Hon var en för sin tid bildad kvinna, och hon läste exempelvis Joseph Butlers teologiska verk The Analogy of Religion (1736).
Som framstående talare ledde hon åren 1880–1884 mycket uppmärksammade sammankomster på olika ställen i Londons West End. Mellan 1881 och 1885 rekryterades cirka 250 000 personer till Frälsningsarmén på Brittiska öarna som helhet. 1885 var hon del av depolitiska kampanj som ledde till instiftande av den lag som syftade till skyddandet av unga flickor.

### Författarskap
Catherine Booths författade ett stort antal skrifter, till stora delar tryckta predikningar. Författarskapet inkluderar Female Ministry, or Woman’s Right to Preach the Gospel från 1859 (svensk översättning 1885 som Qvinnans rätt att predika evangelium), där kvinnans roll i församlingen lyftes fram. Denna stridsskrift, som väckte stort uppseende, inkluderar passager som "Det kan endast vara en tidsfråga när kyrkan skall tillåta kvinnor att tala i dess sammankomster". Booth och hennes kvinnliga officerare inom Frälsningsarmén inledde denna utveckling inom den europeiska kristendomen.
Bland övriga skrifter märks de till svenska översatta Praktisk kristendom (översättning 1884), Qvinnans rätt att predika evangelium (1885), Angripande kristendom (1890), Lif och död (1904), samt Gudaktighet (1905). Hennes skrifter har lästs flitigt inom helgelserörelsen, och är översatta till många språk.

### Övrig påverkan
Catherine Booth trodde inte att de kristna sakramenten var nödvändiga för en persons frälsning. Hennes tankar bidrog till att Frälsningsarmén som helhet utvecklade en sådan tolkning av kristendomen.

## Barn
Tillsammans med William Booth fick hon åtta barn:
- William Bramwell Booth (1856-1929) som efterträdde sin far William som general 1912-29. Gift med Florence Soper.
- Ballington Booth (1857-1940) Som var ledare för FA i Australien och USA. Grundade 1896 organisationen "Volunteers of America". Gift med Maud Charlesworth.
- Catherine Booth-Clibborn (1858-1955), "Marskalken", Började FA:s arbete i Frankrike och Schweiz. Gift med Arthur S Clibborn. Hon finns avbildad på en tavla av Gustaf Cederström.
- Emma Booth-Tucker gift med Frederick Tucker. Ledare för FA i USA och i Indien.
- Herbert Booth (1862-1926) Ledare för FA i Kanada och Australien. Lämnade senare FA. Gift med Cornelie Schorch.
- Marian Billups Booth, "Marie", (4 maj 1864 - 5 januari 1937)
- Evangeline C. Booth (25 december 1865 - 17 juli 1950) (hette egentligen Eveline Cory Booth) FA:s 4:e general, 1934-1939.
- Lucy Booth-Hellberg, gift med svensken Emanuel Hellberg (1864-1909), Ledde FA:s arbete i Indien, Frankrike och Schweiz och efter makens död ledare för FA i Danmark och i Sydamerika.